# Le Grand (Iowa)
Le Grand is een plaats (city) in de Amerikaanse staat Iowa, en valt bestuurlijk gezien onder Marshall County en Tama County.

## Demografie
Bij de volkstelling in 2000 werd het aantal inwoners vastgesteld op 883. In 2006 is het aantal inwoners door het United States Census Bureau geschat op 970, een stijging van 87 (9,9%).

## Geografie
Volgens het United States Census Bureau beslaat de plaats een oppervlakte van 2,7 km², geheel bestaande uit land. Le Grand ligt op ongeveer 284 m  boven zeeniveau.

## Plaatsen in de nabije omgeving
De onderstaande figuur toont nabijgelegen plaatsen in een straal van 16 km rond Le Grand.